# SnatchBot
SnatchBot はソーシャルメディアのための、クラウドベースの無料チャットボット作成ツールです。

## 経歴
ヘンリ・ベン・エズラとアヴィ・ベン・エズラにより2015年に設立されたSnatchBotはイスラエルのヘルツリーヤピターで浮上した、テクノロジースタートアップ企業の波に乗って浮上してきた一社です。
2017年7月、Snatchbotはドイツのベルリンで行われたチャットボット・サミットではスポンサーとして参加しました。 2017年12月時点で、3千万人のエンドユーザーがSnatchBotのプラットフォーム上でチャットボットに関与した経験があることになります。

## サービス
SnatchBotは Facebook メッセンジャー、Skype、Slack、SMS、Twitterなどのソーシャルメディアネットワークのプラットフォーム用ボットの便利な作成ツールです。
SnatchBotでは無料で自然言語処理モデルが提供されています。 同社の機械学習ツールと併せれば、このプラットフォームでユーザーの意図分析が可能なチャットボットの作成が可能になります。

## 関連サービス
- 人工無脳
- Facebook Messenger